# Wout van Blijderveen
Wout van Blijderveen (Nijmegen, 21 december 1954) is een Nederlands voormalig professioneel voetballer die als centraal verdediger actief was.

## Clubcarrière
Van Blijderveen speelde eerst als aanvaller in de jeugdopleiding van N.E.C. en brak in 1973 door als verdediger in het eerste elftal. Op 12 augustus van dat jaar debuteerde de verdediger in de Eredivisie, toen er met 0-1 werd verloren van FC Utrecht. Van Blijderveen viel een kwartier voor tijd in voor Ben Gerritsen. Uiteindelijk zou N.E.C. dit jaar degraderen en na één jaar met de Nijmegenaren in de Eerste divisie trok hij naar EVV Eindhoven, waarna hij afbouwde bij amateurclubs in de regio Nijmegen. Later was hij actief als trainer.